# Акимов, Сергей Николаевич
Сергей Николаевич Акимов (род. 8 февраля 1958, Новосибирск) — советский хоккеист, советский и российский тренер.

## Биография
Воспитанник новосибирского хоккея. В первенстве СССР играл за омский «Шинник» (1977/78 — 1980/81), СКА (Новосибирск) (1980/81 — 1982/83) и «Сибирь» Новосибирск (1982/83 — 1990/91). В высшей лиге провёл сезон 1983/84. После выступлений за польский клуб «Товимор» Торунь (1991/92) завершил карьеру.
Полгода работал завучем в школе. В 1993—1995 годах — главный тренер «Сибири». Главный тренер «Сибири-2» (1995—1996). Тренер детской юношеской школы «Сибирь» (1997—2018), среди воспитанников — Павел Коледов, Владимир Бутузов. c 2018 года — главный тренер команды «СКА-2011» Новосибирск.